# Інародний театр абсурду «Воробушек»
«Інародний театр абсурду „Воробушек“» — харківський театр комедійного абсурду, створений 2012 року колективом непрофесійних акторів; ставить п'єси власного авторства; 2021 року театр став переможцем щорічного фестивалю гумору «Ліга сміху».

## Історія
5 квітня 2012 року четверо студентів — Олександр Сердюк, Василь Байдак, Олег Свищ та Вадим Козедуб — виступали на сцені кіноконцертної зали «Україна» у складі команди КВК «Воробушек». Після цієї гри команду дискваліфікували, бо на репетиціях хлопці показали один сценарій, а на сцені — інший. Цей день став початком формування абсурдного театру у Харкові, жодна людина з команди не мала акторської освіти. Колектив не має керівника, всі учасники гуртом пишуть сценарії та ставлять їх. Власного приміщення не мають, вистави грають у Будинку актора, ТКЦ у ХНАТОБі та інших закладах.
Театр проводить фестиваль абсурду під назвою «Сутула собака Джекі Чан». 2017 року театр встановив рекорд України, коли зіграв п'ять авторських вистав одним колективом, упродовж одного дня. 2018 року побили власний рекорд, зігравши шість вистав. 2021 року — знову побили рекорд, коли зіграли сім вистав за день.
2019 року взяли участь у театральному фестивалі «Кіт Гаватовича» та фестивалі Atlas Weekend. 2020 року історію театру показали в документальному серіалі «Спалах» від українського медіа «СЛУХ», у серії «Про нову українську комедію».

### Участь у «Лізі сміху»
Взимку 2015 року команда відправилася в Одесу на фестиваль гумору «Ліги сміху», але з першого разу їй не вдалося потрапити в телевізійну версію. Наступного 2016 року колектив пройшов відбір і змагався за першість разом тренером Антоном Лірником. Відтоді «Воробушек» щороку брав участь у проєктах «Ліги сміху». 2018 року тренером команди був Влад Яма.
2021 року на чолі з Володимиром Дантесом театр здобув перемогу у «Битві титанів» «Ліги сміху» та став її чемпіоном.

## Репертуар
У репертуарі театру 7 авторських вистав:
- «Світ очима Воробушка»
- «Хлібчік-шоу — 2007»
- «Добро… Добро… Халва» (в стилі індійське zibro)
- «Пил шарами»
- «Зраночку»
- «Шоу імені Енді Кауфмана»
- «Свищ на місці — можна поїсти».

Трупа театру влаштовує комедійні імпровізації в стилі «армандо». На комедію театру «Воробушек» впливнув комедійний гурт Монті Пайтон.

## Колектив театру
Станом на 2021 рік колектив налічував 12 акторів (за сумісництвом режисерів та сценаристів): Олександр Сердюк, Василь Байдак, Олег Свищ, В'ячеслав Кедр, Євген Журавльов, Сергій Вавілов, Євген Володченко («Жека Курган»), Ярослав Гаркавко (загинув у 2022 році), Микола Мох, Станіслав Захаров, Андрій Счастлівцев («Дрон»), Євген Чаусов («Дядя Женя»; його не стало 2021 року). Серед інших членів колективу: Єлизавета Сазонова (дизайнерка, художня керівниця), Надія Сазонова (звукорежисерка, дизайнерка), Еліка Піхтерева (адміністраторка).